# Tephritis hyoscyami
Tephritis hyoscyami is een vlieg uit de familie van de boorvliegen (Tephritidae). De wetenschappelijke naam van de soort werd als Musca hyoscyami in 1758 gepubliceerd door Carl Linnaeus.